# Teatro Sociale (Genova)
Il Teatro Sociale è stato un teatro dell'allora comune autonomo di Sestri Ponente. Sorgeva nell'attuale Piazza dei Micone, a Genova.

## Storia
Edificato tra il 1840 e il 1847, era l'unico e principale teatro dell'allora comune autonomo di Sestri Ponente.
Dopo circa cinquant'anni di attività, una perizia effettuata dalla Regia Prefettura lo giudicò "indecente" e "pericoloso" a causa del cattivo stato delle strutture e con tale motivazione venne abbattuto nel 1895. Nel 1917 sull'area occupata dall'edificio fu ricavata l'odierna piazza dei Micone.
Nella città, a circa 120 metri di distanza, venne quindi costruito un nuovo teatro, nella nuova Piazza Giuseppe Verdi (intitolata a Alfredo Oriani dopo l'ingresso della città nell'area della Grande Genova). Il nuovo teatro assunse per pochi anni lo stesso nome di Teatro Sociale, prima di essere intitolato nel 1901 al compositore emiliano, quando prese il nome di Teatro Verdi.